# T. J. Holyfield
T. J. Holyfield (Manzano (Nuevo México), 22 de septiembre de 1995) es un baloncestista estadounidense que pertenece a la plantilla del Yamagata Wyverns de la B.League japonesa. Con 2,03 metros de estatura, juega en la posición de ala-pívot. 

## Trayectoria deportiva
Jugó tres temporadas con los Stephen F. Austin Lumberjacks de la Universidad Estatal Stephen F. Austin, en Nacogdoches, Texas. En 2018 fue transferido a los Texas Tech Red Raiders de la  Universidad Tecnológica de Texas, donde, tras cumplir con el preceptivo año fuera de las pistas por la normativa de la NCAA, jugó durante la temporada 2019-20, en la que promedió 8,9 puntos por encuentro.
Tras no ser elegido en el Draft de la NBA de 2020, el 20 de mayo de 2020, fichó por el Kauhajoen Karhu de la Korisliiga, en el que promedió 13,69 puntos en 29 encuentros.
El 16 de junio de 2021, firma por el EWE Baskets Oldenburg de la Basketball Bundesliga alemana.